# Albert Cigagna
Pas d'image ? Cliquez ici

a Compétitions nationales et continentales officielles uniquement.

b Matchs officiels uniquement.
Dernière mise à jour le 9 août 2022.
Albert Cigagna, né le 25 septembre 1960 à Toulouse (Haute-Garonne), est un joueur international français de rugby à XV jouant au poste de troisième ligne centre.
Il joue au Stade bagnérais de 1978 à 1981, au Stade toulousain entre 1981 et 1995 puis au Castres olympique en 1995-1996.

## Biographie
Au poste de troisième ligne centre, il a laissé le souvenir d'un joueur athlétique sans excès mais surtout marqué durablement son équipe par son sens du jeu. Il fut surnommé Matabiau, par allusion au triage de la gare de Toulouse, tant son sens inné du mouvement était fort. Son travail de trier et bonifier les ballons tout en mettant l'équipe dans le sens de la marche le fit considérer comme le meilleur troisième ligne centre de sa génération.

### Carrière en club
Formé au club de Mazères Cassagne Sports, il y évolue de 1970 à 1978. Il intègre ensuite le Stade bagnérais (1979-1981). Il y découvre le haut niveau puisque son équipe accède à la finale du championnat de France perdue face à l'ogre de l'époque, Béziers.
En 1981, il rejoint les rangs du Stade toulousain. Il devient titulaire en équipe première et découvre la mise en place du jeu de mouvement que prône le duo d'entraineurs Pierre Villepreux-Jean-Claude Skrela. Il devient un joueur emblématique de cette époque; joueur stratégique, il participe dans les années 1980 à la définition du jeu dit jeu à la toulousaine, jeu de passe où le ballon n'est pas enterré, et c'est tout naturellement que ses qualités de meneur d'hommes le conduisent au poste de capitaine de l'équipe entre 1988 et 1995.
Pour la saison 1992-1993, Christian Gajan ancien adjoint de Jean-Claude Skrela, est nommé entraîneur. Il s'appuie sur Albert Cigagna, le capitaine, qui le supplée parfois. La saison est moyenne malgré la conquête du Challenge Yves du Manoir ce qui entraînera la nomination de Guy Novès.
En 1995, il quitte les rives de la Garonne pour jouer au Castres olympique y côtoyant comme entraineur Christian Déléris arrivant comme lui de Toulouse (centre de formation du Stade). Il n'y reste que la saison 1995-1996 avant d'aller terminer sa carrière de joueur à Pamiers à un niveau où son âge (35 ans) est moins un handicap que le poids de son expérience. Il y côtoie alors l'international Claude Spanghero qui est son entraîneur.

### Carrière en équipe de France
Pendant de longues années il fut parmi les joueurs couramment cités pour occuper un poste en équipe de France, sans que les sélectionneurs ne le retiennent. La concurrence de Laurent Rodriguez ou de Marc Cecillon, mais aussi la guerre médiatique entre le président de la fédération, Albert Ferrasse et le président du Stade toulousain, Jean Fabre ont probablement coulé sa carrière internationale.
Toutefois, alors qu'il n'est dans un premier temps pas sélectionné pour la Coupe du monde 1995, il est finalement appelé en renfort à la fin de la phase de poule, en remplacement de Philippe Benetton blessé. Il obtient ensuite son unique sélection, pour la petite finale de ce Mondial, face à l'Angleterre. Cela lui a permis à 34 ans et 9 mois, de détenir le record du joueur français le plus âgé à débuter en match international.

### Fin de carrière
Joueur de génie, leader d'une génération en or pour Toulouse, avec Christian Califano, Christophe Deylaud, Stéphane Ougier, il fut cependant poussé vers la petite porte du club. Il n'entrait visiblement pas dans les plans de structuration du club que mettait en place Guy Novès. En grand monsieur du rugby, il ne retient que les moments heureux de sa carrière tout en suivant de loin les championnats à tous les niveaux.
Après sa seule saison au Castres olympique, Albert Cigagna est co-entraineur -et joueur- à Pamiers avec Michel Lopez (demi de mêlée du Stade champion en 1985 et en 1986). Ils y restent 2 saisons en Fédérale 2 (finaliste du championnat) et Fédérale 1 (relégué en fin de saison en fédérale 2).
Albert entraine ensuite pendant 3 ans les cadets de Mazères-sur-salat où joue son fils, Gauthier.
Depuis 1998, il est professeur d'éducation physique et sportive détaché au Comité Régional du Sport Universitaire de Toulouse. Il devient directeur adjoint puis directeur du CRSU.
Il aide aussi le Mazères Cassagne Sports y s'occupant divers postes hors du terrain : la buvette, la sécurité, les réceptions d'avant et après match... Tout en étant entraineur puis directeur des équipes de France Universitaire depuis fin 2006.
Depuis 2008, il est conseiller municipal de Mazères-sur-Salat. Il est élu maire de la commune en septembre 2023 après le décès du maire élu en 2014.

## Statistiques
- International Masters-Matra en 1986 et 1990
- Capitaine du Stade toulousain de 1988 à 1995
- 1 sélection en équipe de France

### Coupe du monde
| Édition             | Rang      | Résultats France | Résultats Cigagna | Matchs Cigagna |
| ------------------- | --------- | ---------------- | ----------------- | -------------- |
| Afrique du Sud 1995 | Troisième | 5 v, 0 n, 1 d    | 1 v, 0 n, 0 d     | 1/6            |

Légende : v = victoire ; n = match nul ; d = défaite.

## Palmarès
- Stade bagnérais
  - Finaliste du Championnat de France en 1981

- Stade toulousain
  - Vainqueur du Challenge Antoine Béguère en 1984
  - Vainqueur de la Coupe de France en 1984
  - Finaliste de la Coupe de France en 1985
  - Vainqueur du Championnat de France en 1985, 1986, 1989, 1994 et 1995
  - Finaliste du Championnat de France en 1991
  - Vainqueur du Challenge Yves-du-Manoir en 1988, 1993 et 1995